# Rumänien i olympiska sommarspelen 1936
Rumänien deltog med 54 deltagare vid de olympiska sommarspelen 1936 i Berlin. Totalt vann de en silvermedalj.

## Medaljer

### Silver
- Henri Rang - Ridsport, hoppning.